# Продігіозин
Продігіозин — це червоний пігмент, який виробляють деякі штами бактерій, зокрема Serratia marcescens. Він має яскраво-червоний або червоний колір, і його синтез залежить від ряду факторів, включаючи умови навколишнього середовища, такі як температура та склад живильного середовища.

## Короткий опис
Продигіозин — це порфіриноподібний пігмент, який складається з трьох з'єднаних молекул піролів, що утворюють структуру, схожу на кільцеву систему. Він є продуктом метаболізму цих бактерій і може виконувати кілька біологічних функцій:
1. Антибактеріальні властивості: Продигіозин має антимікробну активність і може пригнічувати ріст інших мікроорганізмів, що дає Serratia marcescens конкурентну перевагу в природі, наприклад, за умов обмежених ресурсів.
2. Антиоксидантна активність: Пігмент продигіозин також може діяти як антиоксидант, допомагаючи клітинам захищатися від окислювального стресу.
3. Роль у патогенезі: Продигіозин може відігравати роль у інфекційних процесах. Деякі дослідження показують, що пігмент може посилювати вірулентність Serratia marcescens, допомагаючи бактеріям створювати сприятливі умови для інфікування організму господаря. Однак точний механізм цієї ролі ще не до кінця вивчений.

Крім того, продигіозин привертає увагу в галузі медицини та фармацевтики, оскільки має деякі потенційні медичні властивості, такі як протипікові властивості і навіть протипухлинні ефекти в експериментах на клітинах. Однак для клінічного застосування таких властивостей необхідні додаткові дослідження.
Отже, продигіозин є цікавим прикладом природного пігменту з багатогранною дією як на мікроорганізми, так і на потенційне використання в медичних цілях.